# Sideridis amydra
Sideridis amydra är en fjärilsart som beskrevs av Rudolf Püngeler 1901. Sideridis amydra ingår i släktet Sideridis och familjen nattflyn. Inga underarter finns listade i Catalogue of Life.